# HEARTLAND (TWINZERの曲)
『HEARTLAND』（ハートランド）は、TWINZERの13枚目のシングル。

## 内容
TWINZERとしての最後のシングル。表題曲及びカップリング「Sha la la」の別バージョンも収録。

## 批評
『CDジャーナル』は「J－POPテイスト満載の表題曲及び『Sha la la』の中に、レッド・ツェッペリン風アレンジの『Mojo man』の存在が光る」と評した。

## 収録曲
1. HEARTLAND
作詞・作曲：生沢佑一　編曲：TWINZER
2. Mojo man
作詞・作曲：生沢佑一　編曲：TWINZER
3. Sha la la
作詞・作曲：生沢祐一　編曲：TWINZER
4. HOT TIME (TV MIX)
5. Sha la la (TV MIX)

## 参加ミュージシャン
- 生沢佑一 - ボーカル(#ALL)、ギター(#2, 3)
  - 鈴木英俊 - ギター(#3)
  - 関将 - ギター(#3)
  - 増崎孝司（DIMENSION） - ギター(#1)
  - 明石昌夫 - ベース(#3)
  - 渡辺直樹 - ベース(#1)
  - 黒瀬蛙一 - パーカッション(#1)
  - 寺地秀行 - 電子ピアノ(#1)、オルガン(#3)